# IC 3872
IC 3872 је елиптична галаксија у сазвјежђу Береникина коса која се налази на листи објеката дубоког неба у Индекс каталогу.
Деклинација објекта је + 18° 57' 46" а ректасцензија 12h 54m 30,5s. Привидна величина (магнитуда) објекта IC 3872 износи 15,0 а фотографска магнитуда 16,0. IC 3872 је још познат и под ознакама Reiz 2983.